# Ligne Nankai Tanagawa
La ligne Nankai Tanagawa (南海多奈川線, Nankai Tanagawa-sen) est une courte ligne ferroviaire du réseau Nankai dans la préfecture d'Osaka au Japon. Elle relie la gare de Misaki-kōen à celle de Tanagawa à Misaki. C'est une branche de la ligne principale Nankai.

## Histoire
La ligne est inaugurée le 31 mai 1944.

## Caractéristiques

### Ligne
- Ecartement : 1 067 mm
- Alimentation : 1 500 V par caténaire
- Nombre de voies : Voie unique

### Liste des gares
| Numéro | Gare        | Nom japonais | Distance (km) | Correspondances | Localisation |
| ------ | ----------- | ------------ | ------------- | --------------- | ------------ |
| NK41   | Misaki-kōen | みさき公園   | 0             | Nankai : Nankai | Misaki       |
| NK41-1 | Fukechō     | 深日町       | 1,4           |                 | Misaki       |
| NK41-2 | Fukekō      | 深日港       | 2,1           |                 | Misaki       |
| NK41-3 | Misaki-kōen | 多奈川       | 2,6           |                 | Misaki       |